# Trapani-Birgi flygplats
Trapani-Birgi flygplats, även känd som Vincenzo Florio flygplats (italienska: Aeroporto di Trapani-Birgi eller Aeroporto di Vincenzo Florio), är en flygplats utanför Trapani, Italien. Det är en av fem flygplatser på Sicilien med civil trafik, men den används också för militära ändamål.
Flygplatsen ligger 13 kilometer sydväst om Trapani, och invigdes i början av 1960-talet. Nu är flygplatsen ett nav för lågprisflyg, främst Ryanair, som är det största flygbolaget på flygplatsen. Under 2010 hade man 1.682.991 passagerare vilket gör flygplatsen till den tredje mest trafikerade på Sicilien.

## Marktransport
Bussbolaget Terravision kör bussar mellan flygplatsen och centrala Palermo samt centrala Trapani.

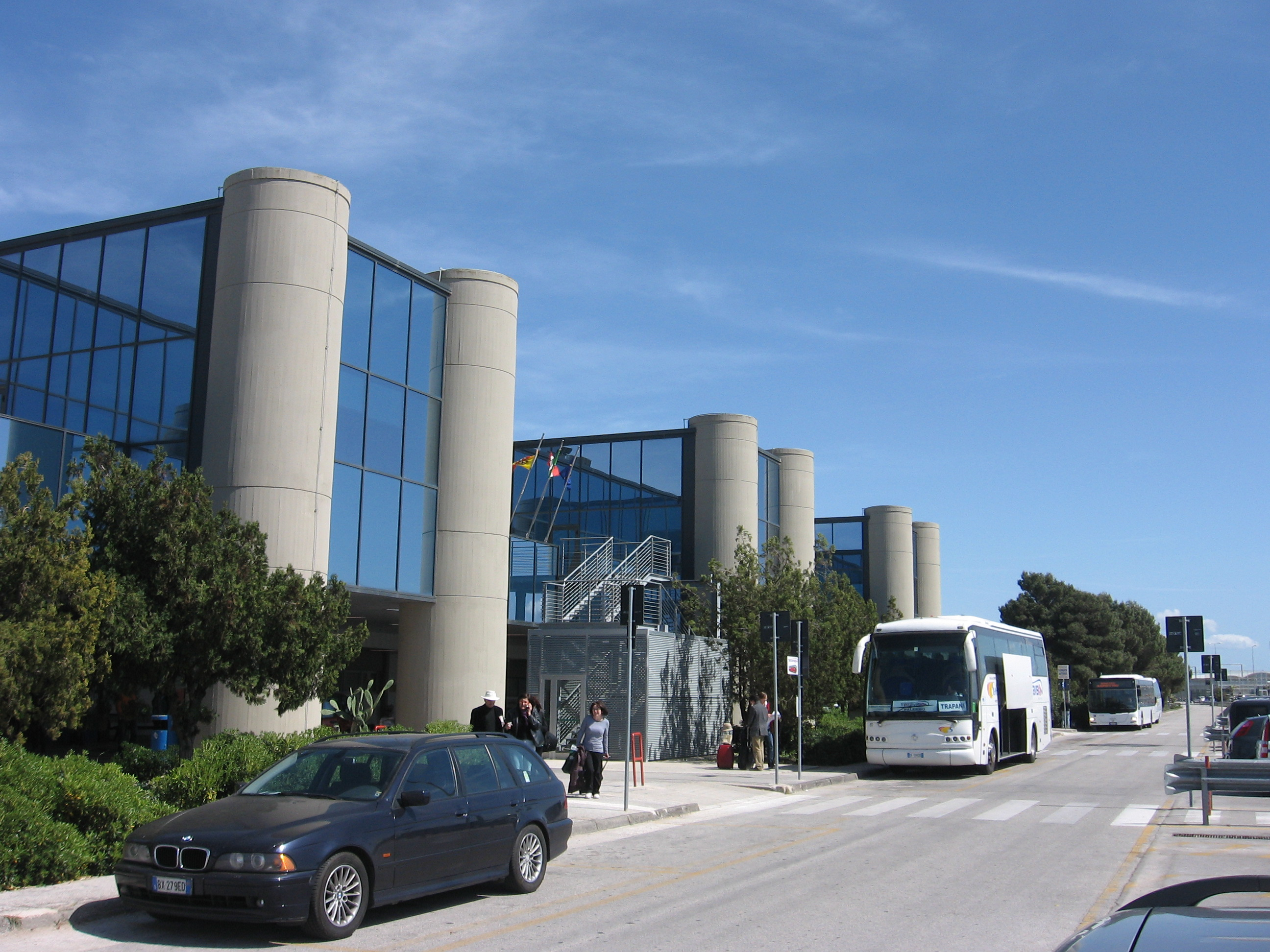
Trapani-Birgi flygplats 2010.